# Master of Public Health
Master of Public Health (afkorting: MPH) is een postinitiële mastergraad in het kader van het bachelor-masterstelsel. Het is een universitaire studie waarin de relatie tussen gezondheid, ziekte en de mens in zijn omgeving  wordt bestudeerd. Qua inhoud situeert het zich tussen geneeskunde, psychologie en sociologie. Preventie is een belangrijk onderdeel binnen de verschillende differentiaties.
In Vlaanderen en Nederland kan de Master onder andere behaald worden in Gent, Leuven, Utrecht, Enschede, Maastricht, Wageningen en Rotterdam.

## Doelgroep
De doelgroep van de opleiding is vooral:
Iemand die alreeds, veelal  meerdere jaren, werkzaam is in de (openbare) gezondheidszorg, zoals de GGD, een thuiszorgorganisatie, een relevant overheidsorgaan, een ziektekostenverzekeraar of een koepelorganisatie.

## Toelatingseisen voor deze master-na-masteropleiding
De MPH valt te definiëren als een master-na-masteropleiding of een tweede fase master: om toegelaten te worden tot deze postinitiële studie dient de persoon alreeds een universitaire opleiding (master, doctorandus, licentiaat) voltooid te hebben in de geneeskunde, sociale wetenschappen, economie, epidemiologie, voorlichtingskunde of een aanverwant vakgebied. Hierop bestaat een uitzondering, namelijk verpleegkundigen en andere niet-academici kunnen toegelaten worden tot zo'n opleiding mits zij voldoende werkervaring te hebben op academisch niveau.

## Afstudeerrichtingen
Binnen de Bachelor en Master die tot het diploma leiden, bestaan er verschillende differentiaties of afstudeerrichtingen. (De indeling kan licht verschillen naar universiteit):
- Beleid & Management.
- Arbeid & Gezondheid.
- Gezondheidsvoorlichting en -bevordering
- Biologische Gezondheidkunde
- Bewegingswetenschappen
- Geestelijke Gezondheidkunde
- Zorgwetenschappen

Sommige van die afstudeerrichtingen vindt men aan andere universiteiten terug onder een andere Masterstudie. Zo is de biologische gezondheidkunde nauw verwant aan de opleiding biomedische wetenschappen; de afstudeerrichting zorgwetenschappen komt dan weer in de buurt van de Master in de Ziekenhuiswetenschappen. De optie "Arbeid en gezondheid" bevat dan weer heel wat vakken die op andere universiteiten onder de artsenspecialisatie arbeidsgeneeskunde vallen.

## Nederland
In Nederland leidt de opleiding tot de MPH zich specifiek op de volksgezondheid en gezondheidszorg. De opleiding is er op gericht om de kennis en vaardigheden ten aanzien van beleid en management, onderzoek en interventies te verbreden en te verdiepen.
Na afronding van de opleiding is het de bedoeling dat de afgestudeerde een breed georiënteerde deskundige is die in staat wordt geacht oplossingen voor vraagstukken van de zorg aan te sturen, gezondheid te beschermen en ziekte te voorkomen door beleid en populatiegerichte activiteiten. Daarnaast kan hij of zij ook een brugfunctie vervullen tussen beleid, wetenschap en praktijk in het veld van volksgezondheid.
De postinitiële opleiding wordt in Nederland aangeboden door de volgende universiteiten of opleidingsinstituten:
- Netherlands Institute for Health Sciences (NIHES)
- Netherlands School of Public and Occupational Health (NSPOH)
- Universiteit Maastricht
- Koninklijk Instituut voor de Tropen (KIT)

## MPH in het buitenland
Vooraanstaande instituten die in het buitenland Masters of Public Health aanbieden zijn:
- Johns Hopkins School of Public Health
- Europubhealth – European Public Health Master (Erasmus Mundus)
- London School of Hygiene and Tropical Medicine
- tropEd – European Master of Science Programme in International Health (Erasmus Mundus)